# Topeliopsis subdenticulata
Topeliopsis subdenticulata är en lavart som först beskrevs av Alexander Zahlbruckner, och fick sitt nu gällande namn av Frisch & Kalb. Topeliopsis subdenticulata ingår i släktet Topeliopsis och familjen Graphidaceae.   Inga underarter finns listade i Catalogue of Life.